# ステヴァン・コヴァチェヴィッチ
ステヴァン・コヴァチェヴィッチ（Stevan Kovačević (セルビア語: Стеван Koвaчeвић、1988年1月9日 - ）は、セルビア・クラグイェヴァツ出身のプロサッカー選手。FKボラツ1926所属。ポジションは、ミッドフィルダー。